# Polinomi di Zernike

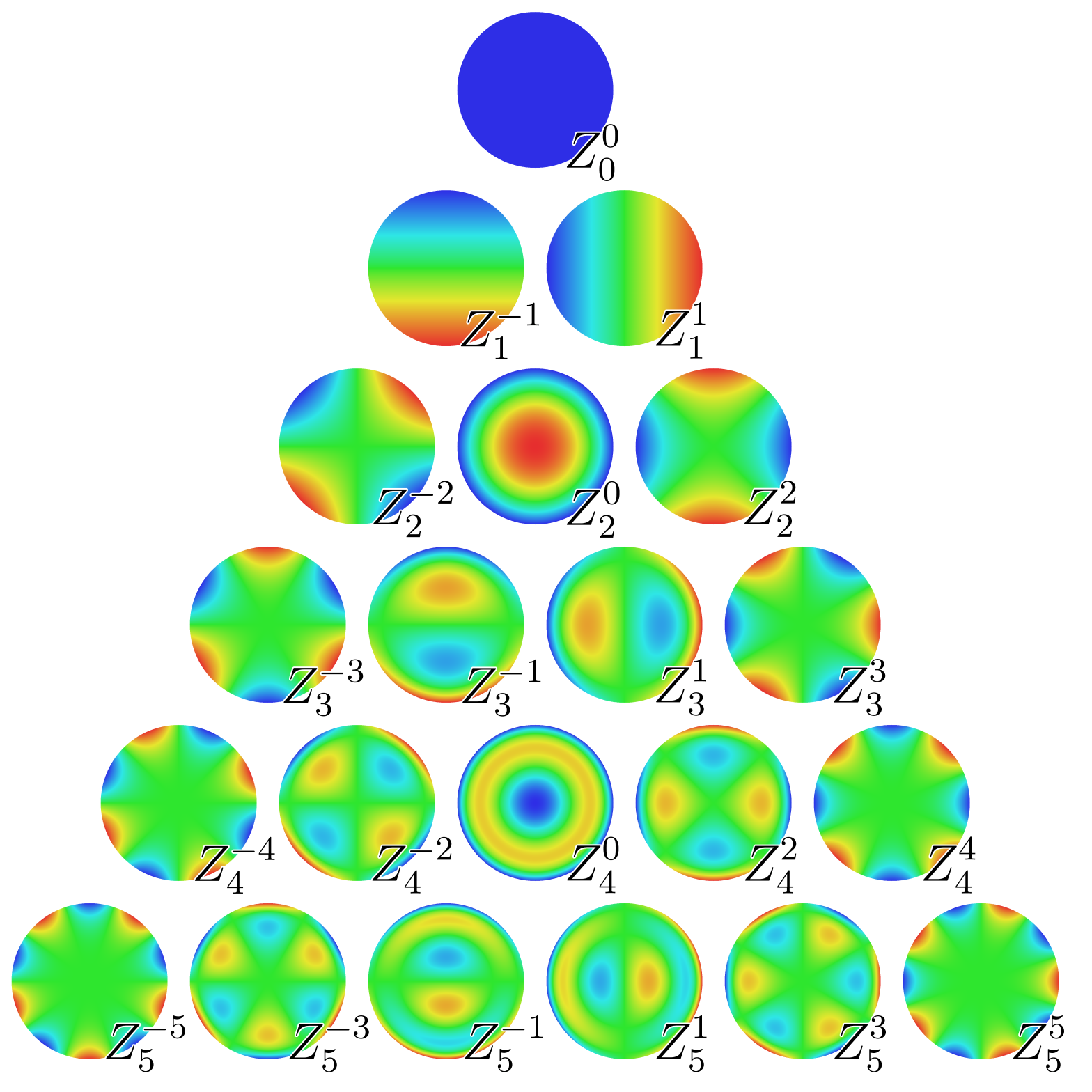
I primi 21 polinomi di Zernike, ordinati verticalmente secondo il grado radiale e orizzontalmente secondo il grado azimutale

In matematica e fisica, i polinomi di Zernike sono una sequenza polinomiale di polinomi ortogonali sul disco unitario. Devono il loro nome al fisico Frits Zernike, vincitore nel 1953 del Premio Nobel in fisica per lo sviluppo della microscopia a contrasto di fase. Sono molto utilizzati nell'ottica per lo studio delle aberrazioni.

## Definizioni
Ci sono polinomi di Zernike pari e dispari. Quelli pari sono definiti come:
{\displaystyle Z_{n}^{m}(\rho ,\varphi )=R_{n}^{m}(\rho )\,\cos(m\,\varphi )\!}
e quelli dispari come:
{\displaystyle Z_{n}^{-m}(\rho ,\varphi )=R_{n}^{m}(\rho )\,\sin(m\,\varphi )\!}
dove m e n sono numeri interi non negativi con n ≥ m, φ è l'angolo azimutale, ρ è la distanza radiale {\displaystyle 0\leq \rho \leq 1} e Rmn sono i polinomi radiali definiti di seguito. I polinomi di Zernike hanno la proprietà di essere limitati a un intervallo da -1 a +1, cioè {\displaystyle |Z_{n}^{m}(\rho ,\varphi )|\leq 1}. I polinomi radiali Rmn sono definiti come:
{\displaystyle R_{n}^{m}(\rho )=\sum _{k=0}^{\tfrac {n-m}{2}}{\frac {(-1)^{k}\,(n-k)!}{k!\left({\tfrac {n+m}{2}}-k\right)!\left({\tfrac {n-m}{2}}-k\right)!}}\;\rho ^{n-2\,k}}
per n − m pari e sono identicamente zero per n − m dispari.

### Altre rappresentazioni
Riscrivendo i rapporti di fattoriali nella parte radiale come prodotti dei coefficienti binomiali si può dimostrare che i coefficienti sono numeri interi:
{\displaystyle R_{n}^{m}(\rho )=\sum _{k=0}^{\tfrac {n-m}{2}}(-1)^{k}{\binom {n-k}{k}}{\binom {n-2k}{{\tfrac {n-m}{2}}-k}}\rho ^{n-2k}}.
Una notazione come terminazione di funzioni ipergeometriche gaussiane è utile per rivelare le recidive, per dimostrare che sono casi particolari di polinomi di Jacobi, per scrivere le equazioni differenziali, ecc.:
{\displaystyle {\begin{aligned}R_{n}^{m}(\rho )&={\binom {n}{\tfrac {n+m}{2}}}\rho ^{n}\ {}_{2}F_{1}\left(-{\tfrac {n+m}{2}},-{\tfrac {n-m}{2}};-n;\rho ^{-2}\right)\\&=(-1)^{\tfrac {n-m}{2}}{\binom {\tfrac {n+m}{2}}{m}}\rho ^{m}\ {}_{2}F_{1}\left(1+{\tfrac {n+m}{2}},-{\tfrac {n-m}{2}};1+m;\rho ^{2}\right)\end{aligned}}}
per n − m pari.
Il fattore {\displaystyle \rho ^{n-2k}} nel polinomio radiale {\displaystyle R_{n}^{m}(\rho )}può essere espanso in base a Bernstein di {\displaystyle b_{s,n/2}(\rho ^{2})} per  {\displaystyle n} pari e di {\displaystyle b_{s,(n-1)/2}(\rho ^{2})} per {\displaystyle n}dispari nell'intervallo {\displaystyle \lfloor n/2\rfloor -k\leq s\leq \lfloor n/2\rfloor }. Il polinomio radiale può quindi essere espresso da un numero finito di polinomi di Bernstein con coefficienti razionali :
{\displaystyle R_{n}^{m}(\rho )={\frac {1}{\binom {\lfloor n/2\rfloor }{\lfloor m/2\rfloor }}}\rho ^{n\mod 2}\sum _{s=\lfloor m/2\rfloor }^{\lfloor n/2\rfloor }(-1)^{\lfloor n/2\rfloor -s}{\binom {s}{\lfloor m/2\rfloor }}{\binom {(n+m)/2}{s+\lceil m/2\rceil }}b_{s,\lfloor n/2\rfloor }(\rho ^{2}).}

### Indici sequenziali di Noll
Le applicazioni spesso coinvolgono l'algebra lineare, dove gli integrali rispetto ai prodotti dei polinomi di Zernike e altri fattori costruiscono gli elementi della matrice. Per enumerare le righe e le colonne di queste matrici con un singolo indice, Noll ha introdotto una mappatura convenzionale dei due indici n e m su un indice singolo j. La tabella di questa trasformazione {\displaystyle Z_{n}^{m}\rightarrow Z_{j}} inizia in questo modo:
{\displaystyle j={\frac {n(n+1)}{2}}+|m|+\left\{{\begin{array}{ll}0,&m>0\land n\equiv \{0,1\}{\pmod {4}};\\0,&m<0\land n\equiv \{2,3\}{\pmod {4}};\\1,&m\geq 0\land n\equiv \{2,3\}{\pmod {4}};\\1,&m\leq 0\land n\equiv \{0,1\}{\pmod {4}}.\end{array}}\right.}
| n,m | 0,0 | 1,1 | 1,−1 | 2,0 | 2,−2 | 2,2 | 3,−1 | 3,1 | 3,−3 | 3,3 |
| j   | 1   | 2   | 3    | 4   | 5    | 6   | 7    | 8   | 9    | 10  |
| n,m | 4,0 | 4,2 | 4,−2 | 4,4 | 4,−4 | 5,1 | 5,−1 | 5,3 | 5,−3 | 5,5 |
| j   | 11  | 12  | 13   | 14  | 15   | 16  | 17   | 18  | 19   | 20  |

La regola è che la Z pari (con anche la parte azimutale m, {\displaystyle \cos(m\varphi )}) ottiene gli indici j  pari, mentre la Z dispari ottiene gli indici j dispari. All'interno di un dato n, i valori più bassi di | m | ottengono j più bassi.

### Indici standard OSA/ANSI
I polinomi di Zernike a singolo indice OSA e ANSI utilizzano:
{\displaystyle j={\frac {n(n+2)+m}{2}}}
| n,m | 0,0  | 1,-1 | 1,1 | 2,-2 | 2,0 | 2,2  | 3,-3 | 3,-1 | 3,1 | 3,3 |
| j   | 0    | 1    | 2   | 3    | 4   | 5    | 6    | 7    | 8   | 9   |
| n,m | 4,-4 | 4,-2 | 4,0 | 4,2  | 4,4 | 5,-5 | 5,-3 | 5,-1 | 5,1 | 5,3 |
| j   | 10   | 11   | 12  | 13   | 14  | 15   | 16   | 17   | 18  | 19  |

### Indici di Fringe/Università dell'Arizona
Lo schema di indicizzazione di Fringe è utilizzato nei software commerciali di progettazione ottica e nei test ottici.
{\displaystyle j=\left(1+{\frac {n+|m|}{2}}\right)^{2}-2|m|+{\frac {1-\operatorname {sgn} m}{2}}}
I primi 20 numeri di Fringe sono elencati di seguito.
| n,m | 0,0  | 1,1 | 1,−1 | 2,0 | 2,2  | 2,-2 | 3,1 | 3,-1 | 4,0 | 3,3  |
| j   | 1    | 2   | 3    | 4   | 5    | 6    | 7   | 8    | 9   | 10   |
| n,m | 3,-3 | 4,2 | 4,−2 | 5,1 | 5,−1 | 6,0  | 4,4 | 4,-4 | 5,3 | 5,-3 |
| j   | 11   | 12  | 13   | 14  | 15   | 16   | 17  | 18   | 19  | 20   |

## Proprietà

### Ortogonalità
L'ortogonalità nella componente radiale si legge come:
{\displaystyle \int _{0}^{1}\rho {\sqrt {2n+2}}R_{n}^{m}(\rho )\,{\sqrt {2n'+2}}R_{n'}^{m}(\rho )\,d\rho =\delta _{n,n'}.}
L'ortogonalità nella componente angolare è rappresentata dall'elementare:
{\displaystyle \int _{0}^{2\pi }\cos(m\varphi )\cos(m'\varphi )\,d\varphi =\epsilon _{m}\pi \delta _{|m|,|m'|},}
{\displaystyle \int _{0}^{2\pi }\sin(m\varphi )\sin(m'\varphi )\,d\varphi =(-1)^{m+m'}\pi \delta _{|m|,|m'|};\quad m\neq 0,}
{\displaystyle \int _{0}^{2\pi }\cos(m\varphi )\sin(m'\varphi )\,d\varphi =0,}
dove {\displaystyle \epsilon _{m}} a volte chiamato fattore Neumann perché compare spesso in combinazione con le funzioni di Bessel) è definito come 2 se {\displaystyle m=0} e 1 se {\displaystyle m\neq 0}. Il prodotto delle componenti angolari e radiali stabilisce l'ortogonalità delle funzioni di Zernike rispetto a entrambi gli indici se integrati sul disco unitario,
{\displaystyle \int Z_{n}^{m}(\rho ,\varphi )Z_{n'}^{m'}(\rho ,\varphi )\,d^{2}r={\frac {\epsilon _{m}\pi }{2n+2}}\delta _{n,n'}\delta _{m,m'},}
dove {\displaystyle d^{2}r=\rho \,d\rho \,d\varphi } è lo Jacobiano del sistema di coordinate circolari e dove {\displaystyle n-m} e {\displaystyle n'-m'} sono entrambi pari.
Un valore speciale è:
{\displaystyle R_{n}^{m}(1)=1,\,}

### Trasformata di Zernike
Qualsiasi campo di fase a valore reale sufficientemente regolare sul disco unitario {\displaystyle G(\rho ,\varphi )} può essere rappresentato in termini di coefficienti di Zernike (pari e dispari), proprio come per le funzioni periodiche si può trovare una rappresentazione ortogonale con le serie di Fourier. Abbiamo:
{\displaystyle G(\rho ,\varphi )=\sum _{m,n}\left[a_{m,n}Z_{n}^{m}(\rho ,\varphi )+b_{m,n}Z_{n}^{-m}(\rho ,\varphi )\right],}
dove i coefficienti possono essere calcolati usando prodotti interni. Nello spazio di {\displaystyle L^{2}} funzioni sul disco unitario, c'è un prodotto interno definito da:
{\displaystyle \langle F,G\rangle :=\int F(\rho ,\varphi )G(\rho ,\varphi )\rho d\rho d\varphi .}
I coefficienti di Zernike possono quindi essere espressi come segue:
{\displaystyle {\begin{aligned}a_{m,n}&={\frac {2n+2}{\epsilon _{m}\pi }}\left\langle G(\rho ,\varphi ),Z_{n}^{m}(\rho ,\varphi )\right\rangle ,\\b_{m,n}&={\frac {2n+2}{\epsilon _{m}\pi }}\left\langle G(\rho ,\varphi ),Z_{n}^{-m}(\rho ,\varphi )\right\rangle .\end{aligned}}}
In alternativa, è possibile utilizzare i valori noti della funzione di fase G sulla griglia circolare per formare un sistema di equazioni. La funzione di fase viene recuperata dal prodotto ponderato a coefficiente sconosciuto con i valori noti del polinomio di Zernike attraverso la griglia dell'unità. Quindi, i coefficienti possono anche essere trovati risolvendo un sistema lineare, ad esempio mediante l'inversione della matrice. Gli algoritmi veloci per calcolare la trasformata di Zernike diretta e inversa usano le proprietà di simmetria delle funzioni trigonometriche, la separabilità delle parti radiali e azimutali dei polinomi di Zernike e le loro simmetrie rotazionali.

### Simmetrie
La parità rispetto alla riflessione lungo l'asse x è:
{\displaystyle Z_{n}^{m}(\rho ,\varphi )=(-1)^{m}Z_{n}^{m}(\rho ,-\varphi ).}
La parità rispetto al punto di riflessione al centro delle coordinate è:
{\displaystyle Z_{n}^{m}(\rho ,\varphi )=(-1)^{m}Z_{n}^{m}(\rho ,\varphi +\pi ),}
dove {\displaystyle (-1)^{m}} potrebbe anche essere scritto {\displaystyle (-1)^{n}} poiché {\displaystyle n-m} è pari per i valori rilevanti. Anche i polinomi radiali sono pari o dispari, a seconda dell'ordine n o m:
{\displaystyle R_{n}^{m}(\rho )=(-1)^{n}R_{n}^{m}(-\rho )=(-1)^{m}R_{n}^{m}(-\rho ).}
La periodicità delle funzioni trigonometriche implica l'invarianza se ruotata di multipli di {\displaystyle 2\pi /m} radianti intorno al centro:
{\displaystyle Z_{n}^{m}\left(\rho ,\varphi +{\tfrac {2\pi k}{m}}\right)=Z_{n}^{m}(\rho ,\varphi ),\qquad k=0,\pm 1,\pm 2,\cdots .}

### Relazioni di ricorrenza
I polinomi di Zernike soddisfano la seguente relazione di ricorrenza che non dipende né dal grado né dall'ordine azimutale dei polinomi radiali:
{\displaystyle {\begin{aligned}R_{n}^{m}(\rho )+R_{n-2}^{m}(\rho )=\rho \left[R_{n-1}^{\left|m-1\right|}(\rho )+R_{n-1}^{m+1}(\rho )\right]{\text{ .}}\end{aligned}}}
Dalla definizione di {\displaystyle R_{n}^{m}}si può notare che {\displaystyle R_{m}^{m}(\rho )=\rho ^{m}} e {\displaystyle R_{m+2}^{m}(\rho )=((m+2)\rho ^{2}-(m+1))\rho ^{m}}. La seguente relazione di ricorrenza a tre termini consente quindi di calcolare tutti gli altri {\displaystyle R_{n}^{m}(\rho )}:
{\displaystyle R_{n}^{m}(\rho )={\frac {2(n-1)(2n(n-2)\rho ^{2}-m^{2}-n(n-2))R_{n-2}^{m}(\rho )-n(n+m-2)(n-m-2)R_{n-4}^{m}(\rho )}{(n+m)(n-m)(n-2)}}{\text{ .}}}
La relazione di cui sopra è particolarmente utile poiché la derivata di {\displaystyle R_{n}^{m}} può essere calcolata da due polinomi di Zernike radiali di grado adiacente:
{\displaystyle {\frac {\operatorname {d} }{\operatorname {d} \!\rho }}R_{n}^{m}(\rho )={\frac {(2nm(\rho ^{2}-1)+(n-m)(m+n(2\rho ^{2}-1)))R_{n}^{m}(\rho )-(n+m)(n-m)R_{n-2}^{m}(\rho )}{2n\rho (\rho ^{2}-1)}}{\text{ .}}}

## Esempi

### Polinomi radiali
I primi polinomi radiali sono:
{\displaystyle R_{0}^{0}(\rho )=1\,}
{\displaystyle R_{1}^{1}(\rho )=\rho \,}
{\displaystyle R_{2}^{0}(\rho )=2\rho ^{2}-1\,}
{\displaystyle R_{2}^{2}(\rho )=\rho ^{2}\,}
{\displaystyle R_{3}^{1}(\rho )=3\rho ^{3}-2\rho \,}
{\displaystyle R_{3}^{3}(\rho )=\rho ^{3}\,}
{\displaystyle R_{4}^{0}(\rho )=6\rho ^{4}-6\rho ^{2}+1\,}
{\displaystyle R_{4}^{2}(\rho )=4\rho ^{4}-3\rho ^{2}\,}
{\displaystyle R_{4}^{4}(\rho )=\rho ^{4}\,}
{\displaystyle R_{5}^{1}(\rho )=10\rho ^{5}-12\rho ^{3}+3\rho \,}
{\displaystyle R_{5}^{3}(\rho )=5\rho ^{5}-4\rho ^{3}\,}
{\displaystyle R_{5}^{5}(\rho )=\rho ^{5}\,}
{\displaystyle R_{6}^{0}(\rho )=20\rho ^{6}-30\rho ^{4}+12\rho ^{2}-1\,}
{\displaystyle R_{6}^{2}(\rho )=15\rho ^{6}-20\rho ^{4}+6\rho ^{2}\,}
{\displaystyle R_{6}^{4}(\rho )=6\rho ^{6}-5\rho ^{4}\,}
{\displaystyle R_{6}^{6}(\rho )=\rho ^{6}.\,}

### Polinomi di Zernike
Di seguito sono elencati alcuni Zernike, con gli indici singoli di OSA / ANSI e Noll. Sono normalizzati in questo modo:
{\displaystyle \int _{0}^{2\pi }\int _{0}^{1}Z_{j}^{2}\,\rho \,d\rho \,d\theta =\pi .}
|                            | Indice OSA/ANSI ({\displaystyle j}) | Indice di Noll ({\displaystyle j}) | Grado radiale ({\displaystyle n}) | Grado azimutale ({\displaystyle m}) | {\displaystyle Z_{j}}                                            | Denominazione                          |
| -------------------------- | ----------------------------------- | ---------------------------------- | --------------------------------- | ----------------------------------- | ---------------------------------------------------------------- | -------------------------------------- |
| {\displaystyle Z_{0}^{0}}  | 0                                   | 01                                 | 0                                 | 0                                   | {\displaystyle 1}                                                | Pistone (vedi distribuzione di Wigner) |
| {\displaystyle Z_{1}^{-1}} | 01                                  | 03                                 | 1                                 | −1                                  | {\displaystyle 2\rho \sin \theta }                               | Tilt (Y-Tilt, tilt verticale)          |
| {\displaystyle Z_{1}^{1}}  | 02                                  | 02                                 | 1                                 | +1                                  | {\displaystyle 2\rho \cos \theta }                               | Tip (X-Tilt, tilt orizzontale)         |
| {\displaystyle Z_{2}^{-2}} | 03                                  | 05                                 | 2                                 | −2                                  | {\displaystyle {\sqrt {6}}\rho ^{2}\sin 2\theta }                | Astigmatismo obliquo                   |
| {\displaystyle Z_{2}^{0}}  | 04                                  | 04                                 | 2                                 | 0                                   | {\displaystyle {\sqrt {3}}(2\rho ^{2}-1)}                        | Defocus (posizione longitudinale)      |
| {\displaystyle Z_{2}^{2}}  | 05                                  | 06                                 | 2                                 | +2                                  | {\displaystyle {\sqrt {6}}\rho ^{2}\cos 2\theta }                | Astigmatismo verticale                 |
| {\displaystyle Z_{3}^{-3}} | 06                                  | 09                                 | 3                                 | −3                                  | {\displaystyle {\sqrt {8}}\rho ^{3}\sin 3\theta }                | Trifoglio verticale                    |
| {\displaystyle Z_{3}^{-1}} | 07                                  | 07                                 | 3                                 | −1                                  | {\displaystyle {\sqrt {8}}(3\rho ^{3}-2\rho )\sin \theta }       | Coma verticale                         |
| {\displaystyle Z_{3}^{1}}  | 08                                  | 08                                 | 3                                 | +1                                  | {\displaystyle {\sqrt {8}}(3\rho ^{3}-2\rho )\cos \theta }       | Coma orizzontale                       |
| {\displaystyle Z_{3}^{3}}  | 09                                  | 10                                 | 3                                 | +3                                  | {\displaystyle {\sqrt {8}}\rho ^{3}\cos 3\theta }                | Trifoglio obliquo                      |
| {\displaystyle Z_{4}^{-4}} | 10                                  | 15                                 | 4                                 | −4                                  | {\displaystyle {\sqrt {10}}\rho ^{4}\sin 4\theta }               | Quadrifoglio obliquo                   |
| {\displaystyle Z_{4}^{-2}} | 11                                  | 13                                 | 4                                 | −2                                  | {\displaystyle {\sqrt {10}}(4\rho ^{4}-3\rho ^{2})\sin 2\theta } | Astigmatismo obliquo secondario        |
| {\displaystyle Z_{4}^{0}}  | 12                                  | 11                                 | 4                                 | 0                                   | {\displaystyle {\sqrt {5}}(6\rho ^{4}-6\rho ^{2}+1)}             | Sferica primaria                       |
| {\displaystyle Z_{4}^{2}}  | 13                                  | 12                                 | 4                                 | +2                                  | {\displaystyle {\sqrt {10}}(4\rho ^{4}-3\rho ^{2})\cos 2\theta } | Astigmatismo verticale secondario      |
| {\displaystyle Z_{4}^{4}}  | 14                                  | 14                                 | 4                                 | +4                                  | {\displaystyle {\sqrt {10}}\rho ^{4}\cos 4\theta }               | Quadrifoglio verticale                 |

## Applicazioni
Le funzioni sono una base definita sopra l'area di supporto circolare, tipicamente i piani della pupilla nella classica immagine ottica a lunghezze d'onda nel visibile e nell'infrarosso attraverso sistemi di lenti e specchi di diametro finito. I loro vantaggi sono le semplici proprietà analitiche ereditate dalla semplicità delle funzioni radiali e la fattorizzazione delle funzioni radiali e azimutali. Questo porta, ad esempio, alle espressioni di forma chiusa della trasformata di Fourier bidimensionale in termini di funzioni di Bessel. Il loro svantaggio, in particolare se sono coinvolti alti n, è la distribuzione ineguale delle linee nodali sul disco unitario, che introduce oscillazioni vicino al perimetro {\displaystyle \rho \approx 1}, che spesso conducono a tentativi di definire altre funzioni ortogonali sul disco.
Nella produzione ottica di precisione, i polinomi di Zernike sono utilizzati per caratterizzare gli errori di ordine superiore osservati nelle analisi interferometriche. In optometria e oftalmologia, i polinomi di Zernike sono usati per descrivere le aberrazioni della cornea o della lente rispetto ad una forma sferica ideale, che causano errori di rifrazione.
Sono comunemente utilizzati nell'ottica adattiva, dove possono essere usati per caratterizzare la distorsione atmosferica. Applicazioni ovvie per questo sono l'IR o l'astronomia visiva e le immagini satellitari.
Un'altra applicazione dei polinomi di Zernike si trova nella teoria estesa di diffrazione e aberrazioni di Nijboer-Zernike.
I polinomi di Zernike sono ampiamente usati come funzioni base dei momenti dell'immagine. Poiché i polinomi di Zernike sono ortogonali tra loro, i momenti di Zernike possono rappresentare le proprietà di un'immagine senza ridondanza o sovrapposizione di informazioni tra i momenti. Sebbene i momenti di Zernike dipendano in modo significativo dal ridimensionamento e dalla traduzione dell'oggetto in una regione di interesse (ROI), le loro grandezze sono indipendenti dall'angolo di rotazione dell'oggetto. Pertanto, possono essere utilizzati per estrarre le caratteristiche dalle immagini che descrivono le caratteristiche della forma di un oggetto. Per esempio, i momenti di Zernike sono utilizzati come descrittori di forma per classificare le masse mammarie benigne e maligne o la superficie di dischi vibranti . I momenti di Zernike sono stati anche utilizzati per quantificare la forma delle cellule dell'osteosarcoma a livello di singola cellula.

## Dimensioni superiori
Il concetto si traduce in dimensioni superiori D se si convertono i multinomiali {\displaystyle x_{1}^{i}x_{2}^{j}\cdots x_{D}^{k}} da coordinate cartesiane in coordinate ipersferiche, {\displaystyle \rho ^{s},s\leq D}, moltiplicato per un prodotto di polinomi di Jacobi delle variabili angolari. In {\displaystyle D=3} dimensioni, le variabili angolari sono armoniche sferiche, per esempio. Combinazioni lineari dei poteri {\displaystyle \rho ^{s}} definiscono una base ortogonale {\displaystyle R_{n}^{(l)}(\rho )} soddisfacente:
{\displaystyle \int _{0}^{1}\rho ^{D-1}R_{n}^{(l)}(\rho )R_{n'}^{(l)}(\rho )d\rho =\delta _{n,n'}}.
(Si noti che un fattore {\displaystyle {\sqrt {2n+D}}} è assorbito nella definizione di R qui, mentre in {\displaystyle D=2} la normalizzazione è scelta in modo leggermente diverso. Questo è in gran parte una questione di gusti, a seconda che si desideri mantenere un intero insieme di coefficienti o si preferiscano formule più compatte introducendo l'ortogonalizzazione). La rappresentazione esplicita è:
{\displaystyle {\begin{aligned}R_{n}^{(l)}(\rho )&={\sqrt {2n+D}}\sum _{s=0}^{\tfrac {n-l}{2}}(-1)^{s}{{\tfrac {n-l}{2}} \choose s}{n-s-1+{\tfrac {D}{2}} \choose {\tfrac {n-l}{2}}}\rho ^{n-2s}\\&=(-1)^{\tfrac {n-l}{2}}{\sqrt {2n+D}}\sum _{s=0}^{\tfrac {n-l}{2}}(-1)^{s}{{\tfrac {n-l}{2}} \choose s}{s-1+{\tfrac {n+l+D}{2}} \choose {\tfrac {n-l}{2}}}\rho ^{2s+l}\\&=(-1)^{\tfrac {n-l}{2}}{\sqrt {2n+D}}{{\tfrac {n+l+D}{2}}-1 \choose {\tfrac {n-l}{2}}}\rho ^{l}\ {}_{2}F_{1}\left(-{\tfrac {n-l}{2}},{\tfrac {n+l+D}{2}};l+{\tfrac {D}{2}};\rho ^{2}\right)\end{aligned}}}
per {\displaystyle n-l\geq 0} pari, altrimenti uguale a zero.